# Judicat de Logudoro

Les Judicats de Sardaigne

Le judicat de Logudoro ou de Torres (en sarde, Giuigadu de Logudoro , en italien, Giudicato di Logudoro ou Torres) est un des quatre judicats qui naquirent en Sardaigne au VIIIe siècle pour remplacer un Empire romain devenu trop lointain (celui de Byzance) et pour se protéger notamment des razzias arabes.
Le Logudoro se développa dans la partie nord-occidentale de la Sardaigne comprenant les régions de Sassari, Nurra, Romangia (it), Anglona, Marghine, Planargia, Montiferru, Goceano et une partie de la Barbagia, aujourd'hui englobées dans les provinces de Sassari, Olbia-Tempio, Nuoro et Oristano.
Le Judicat de Logudoro, comme du reste les autres trois Judicats était un royaume souverain selon le principe juridique Superiorem non recognoscens, avec un territoire subdivisé en 20 Curatorie, des districts dirigés par un curateur et comprenant des centres habités appelés Ville (différent du mot français homonyme, du latin villa). Le Judicat avait son propre parlement, la Corona de Logu, composé des représentants des Curatorie. Il possédait son propre domaine public, le Rennu, votait les lois, avait des frontières et frappait monnaie.
Son chef était le Judex ius dicens (celui qui dit la loi), en sarde, Iudice ou Judice. Le Juge tirait son autorité non seulement de l'hérédité mais également par la reconnaissance de son Imperium par la Corona de Logu.

## Histoire

### Naissance du Judicat
Au IXe siècle, les arabes et les berbères ont suivi une politique agressive d'expansion et de piraterie en Méditerranée finissant avec la conquête de la Sicile en 827. Ces actions ont isolé la Sardaigne du gouvernement central de l'Empire byzantin. En l'absence d'instructions les responsables provinciaux Byzantins sardes, appelés judici (« juges ») ont commencé à gouverner de manière autonome. 
Au Xe siècle l'île a été divisée en quatre « giudicati » ( « magistrature » ), dont deux, Logudoro et Arborée ont été regroupées au début du XIe siècle. Vers 900, ces territoires sont devenus de facto des États indépendants, leurs princes au pouvoir étant des judices (« juges » ) succédant à leurs prédécesseurs, de fonctionnaires impériaux. 
La première capitale du Judicat de Logudoro était Torres (maintenant Porto Torres) Comme Torres par sa localisation au bord de mer était exposée aux attaques arabes, le siège de la magistrature a été transféré à l'intérieur des terres d'abord à Ardara et enfin à Sassari.
Le Judicat du Logudoro s'est fait connaître sous le règne de Barisone (1038 à 1073) qui a importé le monachisme occidental sur l'île en demandant des moines à Desiderius abbé du Mont-Cassin, soutenu par pape Alexandre II et Godfroy le Barbu, Margrave de Toscane, malgré l'opposition de l'archidiocèse de Pise, qui exerçait une forte influence religieuse sur l'île. 
À la mort de Barisone, l'Arborée a choisi son propre juge en la personne de Mariano de Zori, tandis que le Logudorese a choisi Andrea Tanca.

### Fin du judicat
Le judicat de Logudoro a pris fin en 1259, quand le « giudicessa » Adelasia mourut sans héritier. Après cela, le Logudoro était effectivement dirigée par la famille génoise des Doria et Malaspina et la famille régnante d'Arborea, Sassari devenant entre-temps une cité-État autonome.

## Juges de Torres (moitié années 1000 -1259 environ)[2]
| N° | Titre       | Nom                                    | Du                | Au   | Conjoint et notes                                         |  |
| 1  | Juge        | Costantin I di Torres, de Lacon-Gunale | moitié XIe siècle |      |                                                           |  |
| 2  | Juge        | Andrea Tanca                           | moitié XIe siècle |      |                                                           |  |
| 3  | Juge        | Comita I de Torres                     | fin XIe siècle    |      |                                                           |  |
| 4  | Juge        | Gonnario Comita de Lacon-Gunale        | 1015              | 1038 |                                                           |  |
| 5  | Juge        | Torchitorio Barisone I de Lacon-Gunale | 1038              | 1060 | Maria de Serra                                            |  |
| 6  | Juge        | Barisone Ier de Torres                 | 1060              | 1073 |                                                           |  |
| 7  | Juge        | Mariano Ier de Torres                  | fin 1100          |      | Susanna de Zori                                           |  |
| 8  | Juge        | Pietro I ?                             | XIe siècle        |      | Giorgia de Zori, Anna de Zori                             |  |
| 9  | Juge        | Costantino II ?                        | XIe siècle        |      |                                                           |  |
| 10 | Juge        | Pietro II ?                            | XIe siècle        |      |                                                           |  |
| 11 | Juge        | Costantino III                         | 1113              | 1125 | Marcusa de Gunale, Maria de Arrubu, Maria de Zori         |  |
| 12 | Juge        | Gonario II de Torres                   | 1127              | 1154 | Maria de Parlascio Ebriaco                                |  |
| 13 | Juge        | Barisone II de Torres                  | 1154              | 1190 | Preziosa de Orrubu                                        |  |
| 14 | Juge        | Costantino IV                          | 1191              | 1198 | Druda di Catalogna, Prunisinda de Catalogna               |  |
| 15 | Juge        | Comita II de Torres                    | 1210              | 1218 | Sinispella d'Arborea (mère Mariano II), Agnese de Saluzzo |  |
| 16 | Juge        | Mariano II de Torres                   | 1218              | 1233 | Agnese de Massa-Cagliari                                  |  |
| 17 | Juge        | Barisone III de Torres                 | 1233              | 1236 | régence de son oncle Orzocco                              |  |
| 18 | Judicessa   | Adelasia                               | 1236              | 1259 | Ubaldo Visconti de Gallura, Enzio de Sardaigne            |  |
| 19 | Juge ou Roi | Enzio de Sardaigne                     | 1238              | 1243 | Adelasia de Torres; titulaire 1243-1272                   |  |

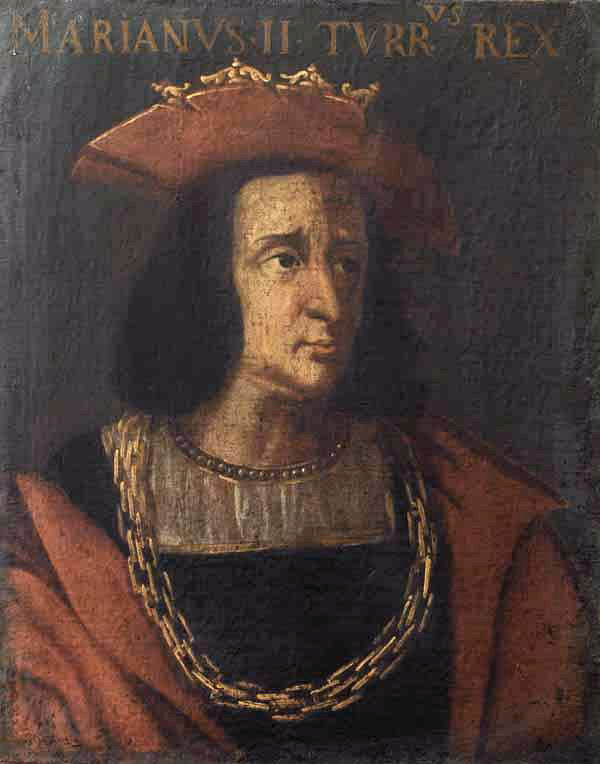
Mariano II di Torres

Blason du Judicat

Après la mort d'Adelasia de Torres, vers 1259, sans héritier, le Judicat est partagé entre l'Arborée et les familles Doria et Malaspina.